# Пахомов Анатолій Іванович
Анато́лій Іва́нович Пахо́мов (3 лютого 1942 — вересень 2022) — поет і прозаїк.

## Біографія
Народився 03.02.1942, м. Кременчук, Полтавської області, живе смт. Семенівка, Полтавської області.
1960 — закінчив Глобинську середню школу Полтавської області.
1961 — навчався в Охтирському технічному училищі Сумської області.
1971 — навчався в Полтавському сільськогосподарському інституті (нині державна аграрна академія).
Працював будівельником, кіномеханіком, кур'єром-мотоциклістом, шофером, бригадиром, керівником відділку, головним агрономом, помічником завідувача сортодільниці.
1975 — на журналістській роботі: кореспондент, завідувач відділу, заступник редактора, редактор глобинської районної газети «Зоря Придніпров'я».
Двічі обирався депутатом обласної ради.
До останнього мешкав у Семенівці.
Помер у 2022 році.

## Твори
- «Удари серця» (поезія, Глобине, 2001)[2],
- «Чорна бричка» (проза, Глобине, 2002)[3],
- «Умій, народе!» (гуморески, Глобине, 2003),
- «Вік великого лицемірства» (проза, Глобине, 2005)[4],
- «Моя Глобинщина» (поезія, Глобине, 2006; у співавт.),
- «В минулу і майбутню далечінь» (поезія, Глобине, 2008),
- «Затяммо!» (байки, Глобине, 2009),
- «Останній подвиг Аркади» (проза, Полтава, 2011)[5],
- Громи гримлять! (2012)[6]
- «Каменка» (вірші, байки, присвяти, проза, Полтава, 2014),
- «Сто байок від діда Толі» (байки, Полтава, 2015)

## Нагороди
- Нагороджений двома почесними грамотами Полтавської обласної ради (2002, 2006),
- Почесним знаком Національної спілки журналістів України (2007),
- Почесною грамотою Національної спілки журналістів України (2003).

## Перемоги
- Всеукраїнського конкурсу на кращу серію матеріалів з тематики безпеки дорожнього руху (1996),
- Всеукраїнського конкурсу на кращу публікацію з питань сучасності (1993),
- імені 100- річчя газети «Хлібороб» (1995),
- «На кращий журналістський доробок» (1993),
- «Перший репортер області» (1995),
- Всеукраїнського конкурсу на кращу серію матеріалів з тематики безпеки дорожнього руху (1996),

## Почесні звання
- Член Національної спілки письменників України,
- Полтавської спілки літераторів,
- Національної спілки журналістів України,
- Міжрегіональної Спілки письменників України,
- Міжнародного співтовариства письменницьких спілок.

## Премії
- премія «Служимо народу» (1986),
- лауреат Всеукраїнської премії «Золоте перо» (1994),
- обласної премії імені Григорія Яценка (1990),
- міської премії ім. Володимира Малика (2006).
- лауреат  і переможець Всеукраїнської літературної премії ім. Михайла Чабанівського (2013).